# جينو ماركيتي
جينو ماركيتي (بالإنجليزية: Gino Marchetti)‏ (2 يناير 1927 - 29 أبريل 2019) هو لاعب كرة قدم أمريكية، من الولايات المتحدة، ولد في مقاطعة كاناوا، يلعب كطرف دفاعي ‏.

## التعليم
تعلم في ثانوية أنطاكية ‏.

## الخدمة العسكرية
خدم في القوات البرية للولايات المتحدة.

## جوائز
حصل على جوائز منها:
- قاعة مشاهير محترفي كرة القدم.

## روابط خارجية
- جينو ماركيتي على موقع مرجع كرة القدم المحترفة.كوم (الإنجليزية)